# سوراخ (فیلم)
سوراخ (به انگلیسی: Puncture) (منتشر شده تحت عنوان Injustice در انگلستان) یک فیلم مستقل و بر اساس داستان واقعی، با بازی کریس ایوانز با کارگردانی آدام کسن و مارک کسن است.
این جشنواره به عنوان یکی از فیلمهای کانون توجه فستیوال فیلم ترایبکا ۲۰۱۱ انتخاب شد و در ۲۱ آوریل ۲۰۱۱ در شهر نیویورک منتشر شد.

## بازیگران
- کریس اوانز به عنوان وکیل مایکل دیوید 'مایک' ویس
- مارک کاسن به عنوان وکیل پل دانزیگر
- مارشال بل به عنوان جفری دانکورت - مخترع سوزن ایمنی
- مایکل بیین به عنوان رد- دوست ویکی و کارمند سابق سوزن تامپسون
- وینسا شاو به عنوان ویکی راجرز - پرستار
- جسی ال مارتین به عنوان وکیل داریل کینگ فرند
- برت کالن به عنوان ناتانیل پرایس - وکیل گروه پزشکی یونایتد
- کیت برتون به عنوان سناتور آوریلی
- ارین آلیسون به عنوان کیم دانزیگر - همسر باردار پل
- رکسانا هوپ به عنوان سیلویا - دبیر حقوقی
- جنیفر بلانک به عنوان استفانی -کارمند پرایس
- دبلیو مارک لانیر به عنوان خودش - وکیل دادگستری شاکی
- آستین استول به عنوان پزشک اورژانس

## تولید
داستان اصلی توسط پل دانزیگر نوشته شده‌است. فیلمبرداری از ۱۰ فوریه ۲۰۱۰ در تگزاس آغاز شد. این فیلم به کارگردانی آدام کسن و مارک کسن ساخته شده‌است.

## انتشار
پس از این فیلم برای اولین بار در سال ۲۰۱۱ در جشنواره فیلم ترایبکا، شرکت هزاره فیلم، حقوق توزیع به دست آورد.
سوراخ در ۳ ژانویه ۲۰۱۲ بر روی DVD و Blu-ray منتشر شد. این فیلم استفاده از سوزن بی خطر را در سراسر جهان را ترویج می‌کند.